# Salburua
Salburua es un gran distrito residencial de la ciudad española de Vitoria en la provincia de Álava, País Vasco. Aún en construcción, se espera que cuando esté finalizado llegue a albergar más de 30 000 residentes.
El distrito de Salburua limita al norte con el polígono industrial de Gamarra, al oeste con la ciudad consolidada, al sur con el polígono industrial de Oreitiasolo y el barrio de Errekaleor y al este con el gran parque de Salburua; Una de las zonas verdes integradas en un espacio urbano más grandes de España. Sus calles llevan nombre de grandes ciudades y capitales Europeas, pero era la Avenida 8 de Marzo (antigua Avenida Juan Carlos I) su principal arteria, ahora lo es Bulevar de Salburua. Salburua es el principal núcleo actual de expansión de la ciudad, junto a Zabalgana, y tiene la mayor concentración de viviendas de protección oficial de todo Álava.

## Historia
El barrio de Salburua se asienta sobre lo que era el conocido como  aeropuerto viejo de Vitoria. Este aeródromo fue desde el que partieron los aviones que bombardearon Guernica y que llevó el nombre del General Mola debido a que era donde debía aterrizar en el vuelo en el cual se estrelló. El 15 de septiembre de 1965 se firmaron las escrituras de cesión de los terrenos al Ayuntamiento. No es, sin embargo, hasta 1998 cuando empiezan los primeros movimientos por parte del Ayuntamiento para la urbanización y construcción de viviendas en el barrio, aprobándose en el año 2000 el Plan Parcial del sector 8 (Salburua). Las obras continuaron en años sucesivos hacia el este, por el sector 7 (también Salburua), y el sur, sectores 9 (Santo Tomás) y 10 (Izarra), para hacerlo más tarde en el sector 11 (Ibaialde), siendo los últimos sectores urbanizados el 13 (Larrein) y por último el sector 12 (Arkaiate) que acumuló numerosos retrasos en su construcción.
Tras aprobarse la redensificación del distrito por parte del Ayuntamiento, se ha ralentizado el proyecto de urbanización del sector 14 (Olarán) cuyas obras no han comenzado.

## Composición
En la actualidad Salburua está dividivo en varios sectores de los cuales solamente 6 están urbanizados: 
|                           |              |                               |                    |        |
| Sector                    | Superficie   | Viviendas Proyectadas totales | Protección oficial | Libres |
| S-7 (Salburua)            | 103 074 m²   | 104                           | 0                  | 104    |
| S-8 (Salburua)            | 587 616 m²   | 2614                          | 1960               | 654    |
| S-9 (Santo Tomás)         | 359 919 m²   | 2000                          | 1460               | 540    |
| S-10 (Izarra)             | 158 583 m²   | 685                           | 473                | 212    |
| S-11 (Ibaialde)           | 266 637 m²   | 1679                          | 1231               | 448    |
| S-12 (Arkaiate)           | 413 791 m²   | 1935                          | 1270               | 665    |
| S-13 (Larrein)            | 357 559 m²   | 1817                          | 1313               | 504    |
| S-14 (Olaran)             | 346 350 m²   | 1511                          | 1068               | 443    |
| S-15 (Parque de Salburua) | 1 001 508 m² | 0                             | 0                  | 0      |

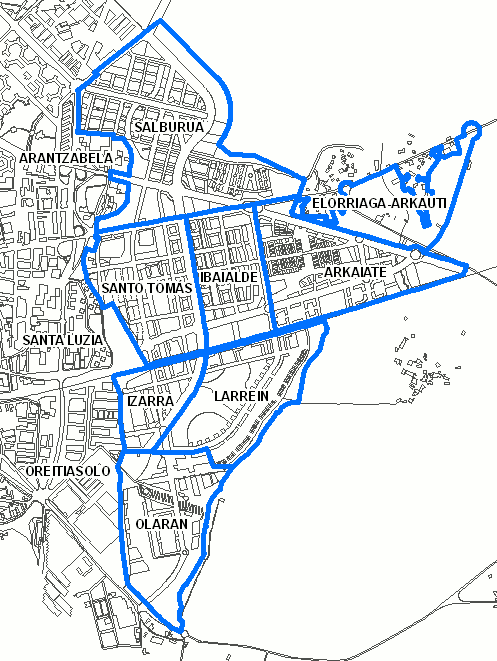
Sectores de Salburua

Salburua (Sectores 7 y 8): Es la parte o barrio que se sitúa al norte de la calle Portal de Elorriaga. Grandes torres bioclímaticas y pintorescas casas de 4-6 pisos de altura de diferentes colores, son sus señas de identidad. La pista del antiguo aeropuerto de la ciudad, situado justo en medio de la urbanización, se ha convertido en un paseo. Es de baja densidad, y cuenta con aproximadamente 7000 vecinos. 
Santo Tomás e Ibaialde (Sectores 9 y 11): Estos dos sectores, aún por terminar de construir, llegarán a tener la mitad de la población del distrito, con cerca de 16 000 habitantes. Crecen al sur de la calle Portal de Elorriaga, y al contrario que la zona norte, es de muy alta densidad con edificios de 8, 10 e incluso 20 alturas. Cuenta con un pequeño parque. Su principal arteria es el Bulevar de Salburua, cuyo desarrollo comercial y gran anchura promete convertir esta calle en la verdadera arteria de todo el distrito. 

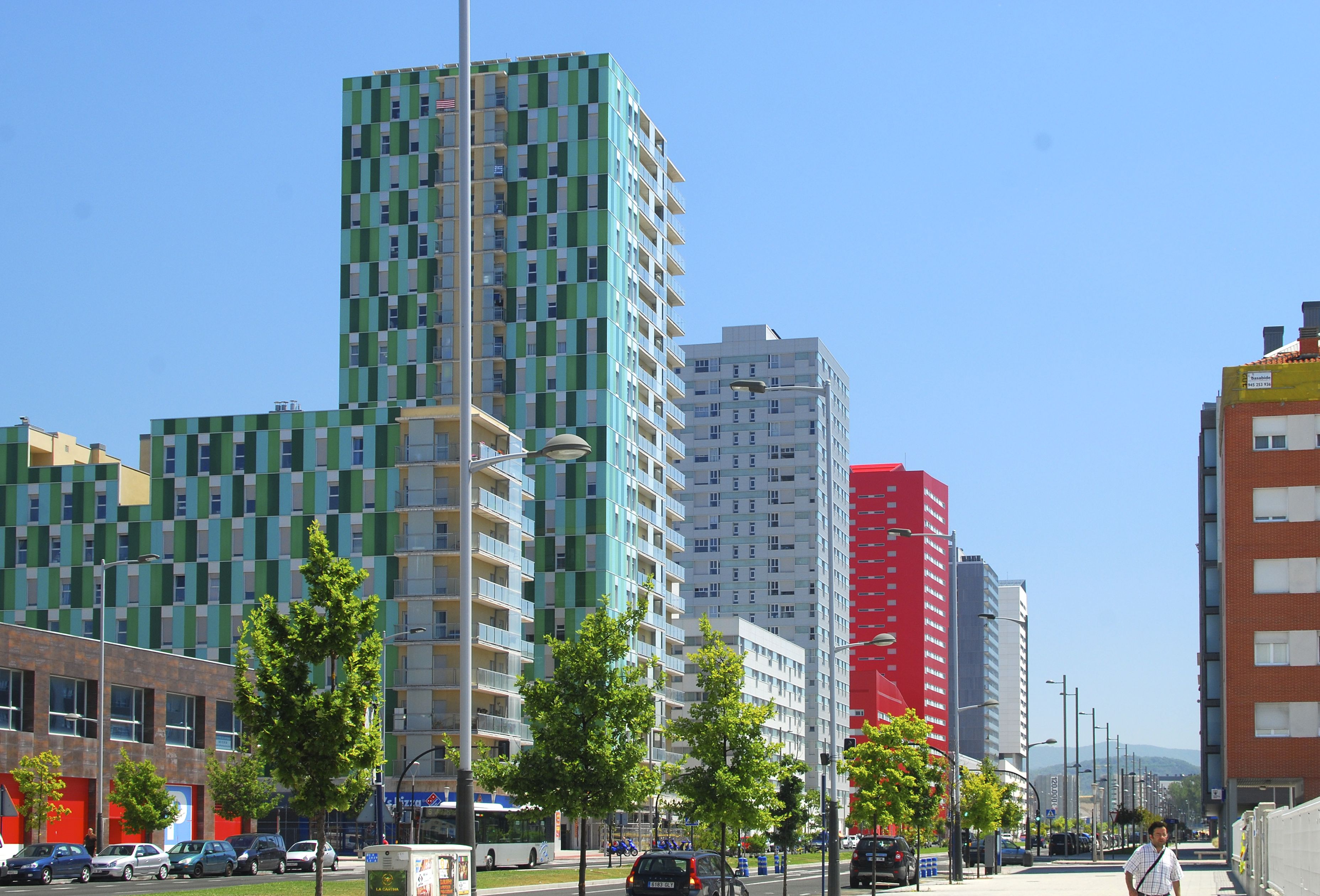
Bulevar de Salburua, Vitoria

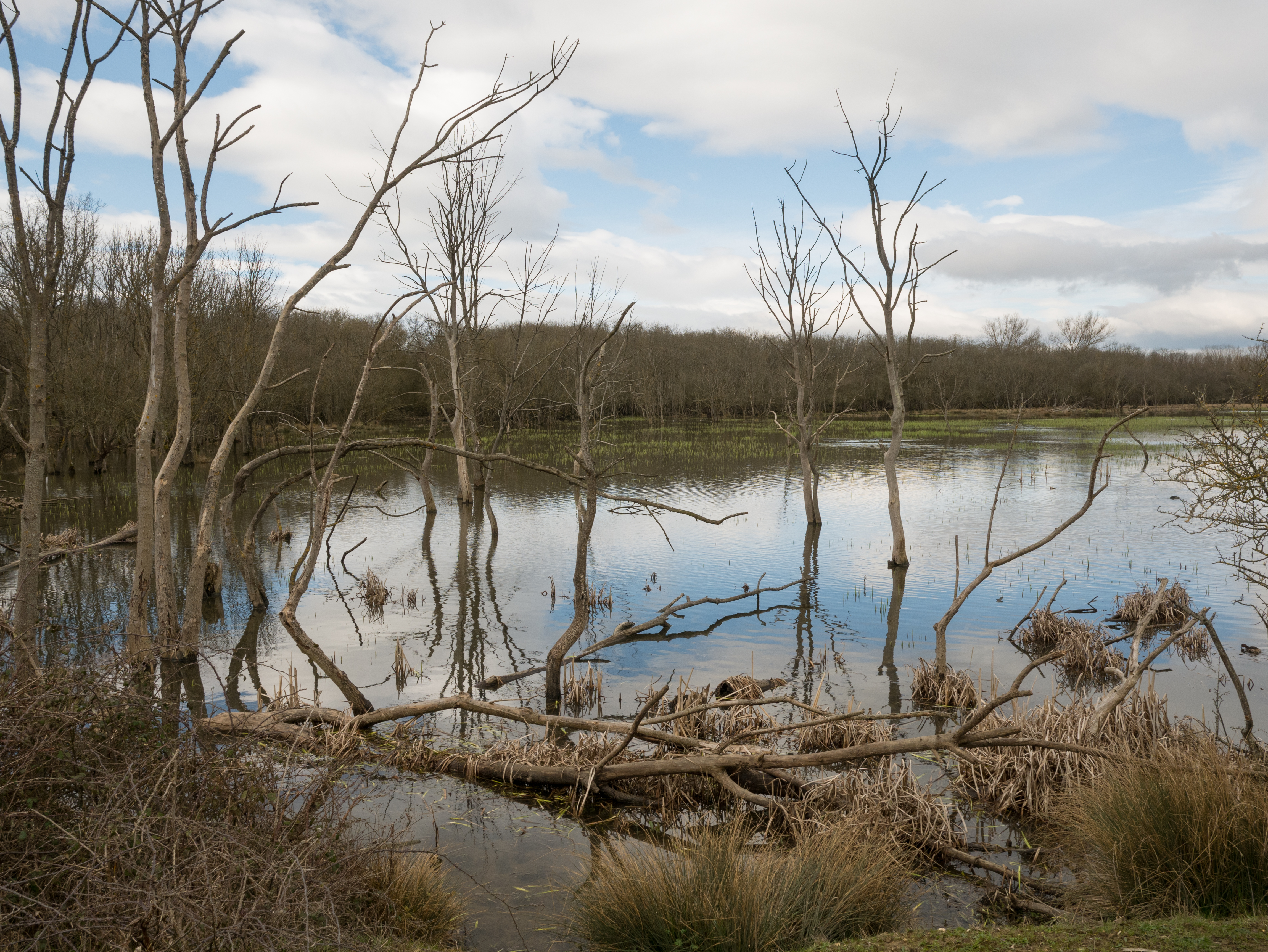
Humedal de Salburua

Izarra (Sector 10): Situado al suroeste del barrio, justo al otro lado de la vía del ferrocarril. Linda por su parte este con Larrein, por el norte con Santo Tomás, al otro lado de las vías, y por el sur con el polígono industrial de Oreitiasolo.
Arkaiate (Sector 12): La "puerta de Arkaia" roza los límites municipales llegando hasta los pueblos de Elorriaga y Arkaia. Su urbanización comenzó a mediados del 2010, aunque aún no reside mucha población. Se espera, tras la redensificación aprobada en 2011 por el consistorio, que tenga una densidad tan alta como el sector de Santo Tomás.
Larrein (Sector 13): Al igual que Izarra, este sector está separado físicamente del resto de Salburua por las vías del ferrocarril. Se sitúa al sureste del barrio, limitando al sur con Errekaleor y el polígono industrial de Oreitiasolo, al oeste con Izarra y al norte con Ibaialde y Arkaiate.

## Humedales de Salburua
Se trata de un humedal con dos lagunas principales: Betoño y Arcaute. Se puede considerar como los humedales más importantes de los llanos alaveses, siendo un buen ejemplo del sistema de descarga de acuíferos en la cuenca del Ebro.
Su origen se encuentra al surgir un acuífero del cuaternario. Sin embargo, a mitad del siglo XX se realizó una labor de desecación que casi las hizo desaparecer; hasta la década de 1990 no se pudieron regenerar.
En julio de 2002 se incluye como sitio Ramsar, al ser un humedal de importancia internacional para la conservación de las especies acuáticas.
La laguna de Arkaute sirve además como instrumento de protección contra las inundaciones en Vitoria al actuar como laguna de laminaje.
Entre sus valores ecológicos se puede señalar la importancia de su flora, con una masa de Carex riparia muy bien conservada y otra flora acuática. Entre los invertebrados destaca la existencia de coleópteros Carábidae en diferentes especies con al menos dos de tipo endémico. Entre los pequeños vertebrados cabe destacar a la Mustela lutreola que está muy amenazada. También existe una gran variedad de anfibios. En la actualidad el mayor peligro para estas especies es la incorporación por parte de particulares de especies impropias de este hábitat y que pueden acabar con las especies autóctonas.
El parque cuenta con el moderno centro de interpretación de Ataria, centro de interpretación y museo de historia natural situado en el humedal.